# قوه مقننه میانمار
قوه مقننه میانمار دارای نظامی دو مجلسی است که از مجلس سنای میانمار و مجلس نمایندگان میانمار تشکیل شده است. هر یک از این دو مجلس نماینده‌ای برای ریاست جمهوری پیشنهاد می‌کنند. یک نماینده نیز از سوی نظامیان معرفی می‌گردد که هرچند از قدرت کنار رفته‌اند اما سهم ۲۵٪ مجلس را برای خود در قانون اساسی تضمین کرده‌اند. این انتخابات اولین انتخابات آزاد پس از دهه‌ها حاکمیت نظامیان در میانمار بود.